# Marlies Dölle
Marlies Dölle, coniugata Ixmeier (Schneidemühl, 4 ottobre 1934 – 12 febbraio 2025), è stata una cestista tedesca.

## Carriera
Con la Germania Est ha disputato i Campionati europei del 1958, segnando 23 punti in 5 partite.